# Église Saint-Pierre de Chastel
Pour les articles homonymes, voir Église Saint-Pierre.
L'église Saint-Pierre est une église catholique située à Chastel, en France.

## Localisation
L'église est située dans le département français de la Haute-Loire, sur la commune de Chastel.

## Historique
L'édifice est inscrit au titre des monuments historiques en 1964.